# ستيفن والترز
ستيفن والترز (بالإنجليزية: Stephen Walters)‏ هو ممثل إنكليزي بدأ مسيرته سنة 1989. شارك في عدة أفلام منها Mean Machine و Layer Cake وفي مسلسلات Band of Brothers و Skins وOutlander.

## روابط خارجية
- ستيفن والترز على موقع IMDb (الإنجليزية)
- ستيفن والترز على موقع ألو سيني (الفرنسية)
- ستيفن والترز على موقع أول موفي (الإنجليزية)
- ستيفن والترز على موقع قاعدة بيانات الأفلام السويدية (السويدية)
- ستيفن والترز على موقع قاعدة بيانات الفيلم (الإنجليزية)
- ستيفن والترز على موقع كينوبويسك (الروسية)